# Fjällsholmen
Fjällsholmen ör en ö i Torsby socken, Kungälvs kommun, nära fastlandet omkring 9 kilometer sydost om Marstrand. Fjällholmen har en yta på 84 hektar.
Människor har vistats på ön i tusentals år och kontinuerligt åtminstone sedan 1659. Två bröder skattköpte holmen av kronan och under 1800-talet blev ön främst befolkad av skutskeppare. Ett trankokeri och en väderkvarn har funnits på ön. Fram till 1949 fanns även en skola på Fjällsholmen. Som mest fanns här 10 hushåll på åtta gårdar. 1917 bodde 43 personer på ön, men befolkningen har stadigt minskat, särskilt sedan taxibåtstrafiken upphörde omkring 1973. 2012 fanns 13 bofasta på ön. Sommargästerna på ön utgör ungefär 30 hushåll.